# Tændkabel
 For alternative betydninger, se Kabel.
Tændkabel er et strømkabel til højspænding, som i en benzinmotor leder strømmen fra strømfordeleren til tændrøret. Der er således ét kabel for hver cylinder. Ud over disse kabler er motoren forsynet med et tændkabel, der forbinder tændspolen med strømfordeleren. Strømmen går altså i ét kabel fra tændspolen til strømfordeleren, og herfra bliver den fordelt til kablerne, der fører til tændrørene.
På nogle, især nyere biler, er tændkablet gjort overflødigt, da de er udstyret med en separat tændspole for hver cylinder. Denne tændspole er så placeret i umiddelbar tilknytning til tændrøret. Andre biler, igen især nyere, er ikke udstyret med strømfordeler, så her bliver strømmen i stedet elektronisk fordelt i selve tændspolen.
| Motor | Spire Denne artikel om motorer og motordele er en spire som bør udbygges. Du er velkommen til at hjælpe Wikipedia ved at udvide den. |